# Ockham
Ockham é um pequeno vilarejo inglês perto de East Horsley, em Surrey, sudoeste de Londres, com 384 habitantes. O vilarejo situa-se a leste da auto-estrada A3, que passa entre Cobham e Guildford. Outras cidades vizinhas são Ripley, Wisley e Effingham.
Ockham é famosa por ter sido o local de nascimento de Guilherme de Ockham, famoso filósofo que propôs o princípio hoje conhecido como a Navalha de Ockham, e, mais recentemente, por Ada Lovelace ter morado em Ockham Park.